# Ендру Фјустел
Ендру Џеј "Дреј" Фјустел (енгл. Andrew Jay "Drew" Feustel; Ланкастер, 25. август 1965) је амерички геофизичар и астронаут агенције NASA. Његов први лет у свемиру био је у мају 2009, орбита СТС-125, трајао је нешто мање од 13 дана. Ово је била мисија са још шест астронаута за санирање Хабловог свемирског телескопа, на броду Space Shuttle Atlantis. Фјустел је током мисије учествовао у три шетње. Након неколико година рада као геофизичара, Фјустел је изабран за кандидата NASA астронаута у јулу 2000. Његов други орбита била је СТС-134, која је лансирана 16. маја 2011. и слетела 1. јуна 2011. године. СТС-134 је претпоследњи Space Shuttle flight. Трећи пут је полетео у орбиту у марту 2018. године и провее око шест месеци на МСС као члан Експедиција 55 / 56.
Ожењен је и има два сина.